# 조지 브렌트

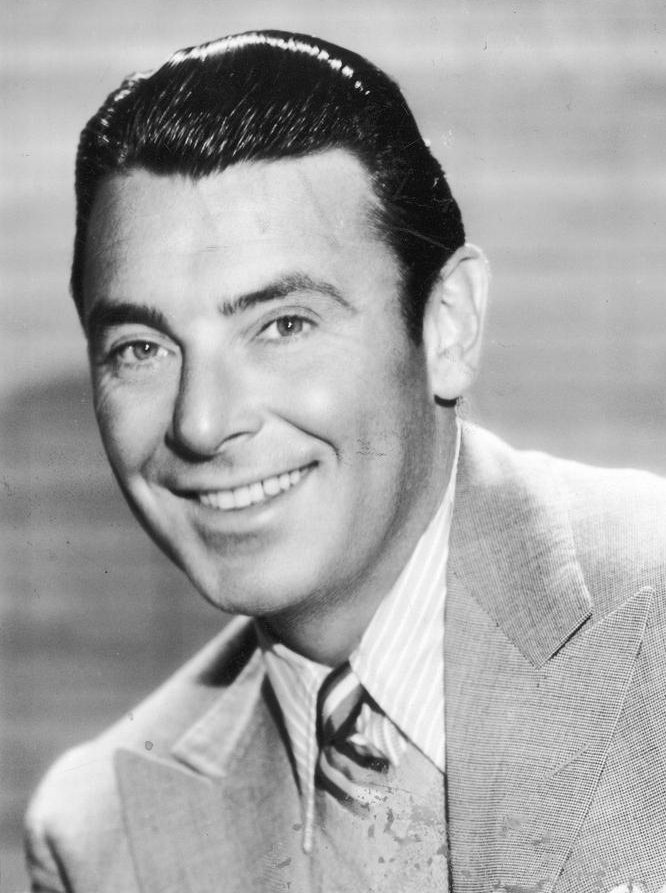

조지 브렌트(George Brent, 1899년 3월 15일 ~ 1979년 5월 26일)는 아일랜드의 배우, 연극 배우, 텔레비전 배우, 영화배우이다.
솔라나비치에서 사망하였다. 사인은 폐기종이다.

## 영화
- 럭셔리 라이너 (1948년)
- 크리스마스 이브 (1947년)
- 러버 컴 백 (1946년)
- 나선 계단 (1946년)
- 어페어 오브 수잔 (1945년)
- 위험한 실험 (1944년)
- 인 디스 아워 라이프 (1942년)
- 대단한 거짓말 (1941년) - 피터 역
- 더 레인스 케임 (1939년)
- 다크 빅토리 (1939년)
- 제저벨 (1938년)
- 잠수함 D-1 (1937년)
- 모어 댄 어 세크러테리 (1936년)
- 베이비 페이스 (1933년) - 코트랜드 트렌홈 역
- 42번가 (1933년)